# سیارک ۵۳۸۹
سیارک ۵۳۸۹ (به انگلیسی: 5389 Choikaiyau، نامگذاری:1981UB10) پنج هزار و سیصد و هشتاد و نهمین سیارک کشف شده‌است که در ۲۹ اکتبر ۱۹۸۱ کشف شد.
قدر مطلق سیارک برابر ۱۳٫۴۰ است.